# 鄭如英
鄭如英，字無美，小字妥娘，明朝末年歌妓。
與寇白門、卞玉京等均擅長詩畫，鋒利言詞，脾氣太壞，素為清客所惱。其事蹟見於周誼《香東漫筆》、孔尚任《桃花扇》。钱牧斋《金陵杂题绝句》有詩：“淡粉轻烟佳丽名，开天营建记都城。而今也入烟花部，灯火樊楼似汴京。一夜红笺许定情，十年南部早知名。旧时小院湘帘下，犹记鹦哥唤客声。借别留欢恨马蹄，勾栏月白夜乌啼。不知何与汪三事，趣我欢娱伴我归。别样风怀另酒肠，伴他薄幸奈他狂。天公要断烟花种，醉杀瓜洲萧伯梁。顿老琵琶旧典型，檀槽生涩响零丁。南巡法曲谁人问？头白周郎掩泪听。旧曲新诗压教坊，缕衣垂白感湖湘。闲开闰集教孙女，身是前朝郑妥娘。”